# 종합보급창 (대한민국 육군)
종합보급창(영어: Consolidated Supply Depot)은 대한민국 육군의 군수 분야에서 보급을 총괄하는 보급창으로, 병참병과 2급 이사관이 조직의 장을 맡고 있다.
2009년 7월 1일에 보급단으로 축소된 다수의 보급창을 총괄하는 상위조직으로서 창설되었다.

## 부서
- 의무물자부
- 통신전자부

## 부대
- 현재
  - 제1보급단 - 세종특별자치시 부강면
  - 제2보급단 - 부산광역시
  - 제3보급단 - 인천광역시 부평구
  - 제5보급대 - 경상북도 영천시
  - 비축유류관리대[2]
  - 비축장비관리대[3]
- 과거
  - 제101보급대

### 제1보급단

#### 부서
- 일반물자부
- 일반장비부
- 의무물자부
- 통신전자부

#### 역사
- 1950년, 병참기지창(우암동)
- 1954년, 의무기지창(전포동) → 의무물자부
- 1955년, 공병기지창(당감동)
- 1956년, 통신기지창(당감동) → 통신전자부
- 1956년, 화학기지창(개금동)
- 1975년, 제1종합보급창 통합. (준장, 병참/공병/화학 → 일반물자부, 일반장비부)
- 1982년, 제1보급창 (공병 대령, 병과별 → 기능별)
- 2002년, 제5보급창 제1보급창으로 병합. (병참 대령)
- 2008년, 제3보급창 제1보급창으로 병합.
- 2009년, 제1보급단

1950년 6.25 전쟁 초기에 부산 우암동에서 병참기지창으로 창설되었다. 6.25 전쟁의 휴전 이후에 의무기지창, 공병기지창, 통신기지창, 화학기지창을 차례차례 병합하면서 종합보급창으로 개편되었다.
2002년에 대전광역시의 제5보급창을 병합하고, 세종특별자치시로 옮겨갔다.

### 제2보급단

#### 부서
- 2개 실 (검사실)
- 5개 과 (보급운영과, 유류지원과)

#### 시설
- 8개 일반창고
- 4동 유류창고 (POL)
- 1동 하이랙 창고

1953년 6.25 전쟁 말기에 부산에서 창설되었다.

### 제3보급단
제3보급단은 인천광역시 부평구에 주둔하고 있다. 현재 폐쇄된 캠프 마켓과 제3보급단의 주둔지의 토지를 휴양 용도로의 변경 및 개발하는 계획이 세워짐에 따라 제17보병사단이 있는 주둔지로 옮겨갈 예정이다.

### 제5보급대
제5보급대는 경상북도 영천시에 주둔하고 있다.

## 같이 보기
- 종합정비창 (대한민국 육군)

## 참고
1. ↑  이영선; 조용학 (2016년 4월 28일). “육·해·공으로 뻗어 있는 군 최대 물류 허브”. 《국방일보》. 국방홍보원. 2024년 7월 7일에 확인함.[깨진 링크(과거 내용 찾기)]
2. ↑  김상윤 (2018년 12월 5일). “예산 연 17억 절감 조달 소요기간 단축 야전부대 소요·부담 뚝!”. 《국방일보》. 국방홍보원. 2024년 7월 7일에 확인함.[깨진 링크(과거 내용 찾기)]
3. ↑  비축장비관리대, 전차가 멈췄다? - 유튜브
4. ↑  이경성 (2014년 12월 1일). “육군 물류의 최전방 혁신그룹, 육군종합보급창 제1보급단”. 물류신문. 2024년 7월 7일에 확인함.
5. ↑  손일선; 이새봄; 조성호 (2015년 12월 4일). “육군 제2보급단, 대한육군 물류 선진화 선도”. 매일경제. 2024년 7월 7일에 확인함.
6. ↑  이종선 (2024년 4월 3일). “인천 부평 캠프마켓·제3보급단 130만㎡ 개발구상 본격화”. 인천투데이. 2024년 7월 7일에 확인함.